# Edmund Standara
Edmund Standara (ur. 19 grudnia 1942 w Toruniu, zm. 1 lipca 2018) – polski działacz samorządowy, wieloletni naczelnik miasta i burmistrz Lubawy.

## Życiorys
W 1960 ukończył lubawskie Liceum Ogólnokształcące. W 1978 uzyskał tytuł magistra biologii na Wydziale Biologii i Nauki o Ziemi Uniwersytetu Mikołaja Kopernika w Toruniu. Do 1982 pracował w oświacie między innymi jako nauczyciel w Zasadniczej Szkole Zawodowej w Lubawie, Szkole Podstawowej im. Mikołaja Kopernika w Lubawie oraz Liceum Ogólnokształcącym im. Władysława Broniewskiego w Lubawie, a także w charakterze wizytatora–metodyka w Wydziale Oświaty i Kultury w Nowym Mieście Lubawskim. 
W latach 1982–1984 był zastępcą naczelnika Miasta i Gminy Lubawa, zaś następnie w latach 1984–1990 piastował urząd naczelnika Miasta i Gminy Lubawa. W latach 1990–1992 był burmistrzem Miasta i Gminy Lubawa, a po zmianach administracyjnych w latach 1992–1994 burmistrzem Miasta Lubawa. Następnie do 2002 pracował w Parku Krajobrazowym Pojezierza Iławskiego i Wzgórz Dylewskich. W latach 2002–2010 ponownie piastował urząd burmistrza Miasta Lubawa. Od 2010 był radnym powiatu iławskiego. 

## Wybrane odznaczenia
- Srebrny Krzyż Zasługi[1],
- Krzyż „Za Zasługi dla ZHP”[1]